# آپنت
شرکت فناوری آپنت (OPNET)، شرکتی نرم‌افزاری است که ارزیابی کارایی شبکه‌ها و کاربردهای کامپیوتری را فراهم می‌کند.

این شرکت در سال ۱۹۸۶ تأسیس شد و در سال ۲۰۰۰ شناخته تر شد. مقر آن در بتسدا، مریلند است و دفاتری در کری، کارولینای شمالی؛ ناشوا، نیو همپشیر؛ دالاس، تگزاس؛ و در سانتا کلارا، کالیفرنیا دارد. این شرکت دفاتری بین‌المللی در اسلو، انگلستان؛ پاریس، فرانسه؛ خنت، بلژیک؛ فرانکفورت، آلمان؛ و سنگاپور، با کارمندان و مشاورانی در مناطقی از آسیا و آمریکای لاتین دارد.

## تاریخچه شرکت
آپنت پروژه کارشناسی ارشد آلن کوهن (از مؤسسان و رئیس کنونی) در زمینه شبکه در دانشگاه ام‌آی‌تی بود. آپنت ابزارهایی برای بهینه‌سازی در مهندسی شبکه به وجود آورد. آلن به همراه برادرش مارک (از مؤسسان و مدیرعامل فعلی) و همکلاسیش استیون بارانیوک، تصمیم به تجاری‌سازی آن نرم‌افزار گرفتند. اولین محصول شرکت آپنت مدلر، یک ابزار نرم‌افزاری برای مدل کردن و شبیه‌سازی شبکه بود.
از زمانی که در اوت سال ۲۰۰۰ عمومیت یافت، آپنت دستاوردهای زیر را به نمایش گذاشته است.
- مارس ۲۰۰۱:انجام بخش NetMaker ساخت سیستم‌ها
- ژانویه ۲۰۰۲: به وجود آوردن WDM NetDesign B.V.B.A
- اکتبر ۲۰۰۴: به دست آوردن شرکت Altaworks
- اکتبر ۲۰۰۷: به دست آوردن بخش قابل توجهی از دارایی شرکت فیزیک شبکه[۳]
- اوت ۲۰۱۰:به دست آوردن خط تولید DSAuditor از فناوری‌هایEmbarcadero[۴]
- می ۲۰۱۲: به دست آوردن شرکت Clarus Systems برای مدیریت ارتباطات یکپارچه[۵]

## محصولات
- مدیریت کارایی کاربرد
- مدیریت کارایی شبکه
- طراحی، مهندسی و عملیات شبکه
- مدل کردن و شبیه‌سازی

## رقبا
Riverbed Cascade, NetScout, Fluke, NetQoS, Solarwinds